# J. Virginia Lincoln
Pour les articles homonymes, voir Lincoln.
Jeannette Virginia Lincoln (7 septembre 1915 – 1er août 2003) est une physicienne américaine. Elle a développé une méthode statistique pour prédire les taches solaires qui est encore utilisée aujourd'hui.       

## Jeunesse et formation
Jeannette Virginia Lincoln naît le 7 septembre 1915 à Ames (Iowa), de Rush B. Lincoln, général de division dans l'armée de l'air américaine, et Jeannette Bartholomew Lincoln, enseignante en chimie à l'Université d'État de l'Iowa. Son frère aîné, Rush B. Lincoln Jr. deviendra général de division dans l'armée américaine.   
En 1936, elle obtient un baccalauréat en physique du Wellesley College et une maîtrise de l'Université d'État de l'Iowa en 1938. Simultanément, elle est instructrice en équipement ménager dans l'État de l'Iowa de 1936 à 1942. Elle enseigne l'usage de tous les nouveaux appareils électroniques qui sont entrés dans leur vie. 

## Carrière
En 1942, Lincoln rejoint le National Bureau of Standards des États-Unis à Washington, DC, en tant que physicienne au sein du Laboratoire interservices de propagation radio (IRPL). Elle effectue des recherches sur la ionosphère. 
En 1946, l'IRPL devient le laboratoire Central de propagation radio (CRPL) et centralise les informations et recherches, de fournir des prévisions de propagation des ondes radio et d'étudier les effets solaires et géophysiques. 
En 1954, le CRPL déménage à Boulder (Colorado) et Lincoln y est mutée en tant que prévisionniste radio. Elle prépare des cartes mensuelles de prévision ionosphérique. Ces prédictions sont utilisées pour sélectionner les fréquences des communications radio longue distance. En 1949, Lincoln participe à la création d'une méthode statistique pour prédire l'activité des taches solaires, encore utilisée aujourd'hui et connue sous le nom de méthode McNish-Lincoln. 
Lincoln est la seule femme de la délégation officielle américaine d'une cinquantaine de scientifiques à assister à la réunion de 1958 de l'Année géophysique internationale à Moscou. Elle constate qu'il y a plusieurs femmes dans la délégation russe. En 1959, elle devient chef adjointe des services d'alerte radio du Laboratoire central de propagation radioélectrique. Elle est la première femme à diriger une section d'un bureau fédéral. Son domaine d'expertise est la prévision des phénomènes solaires qui affectent la technologie des radiocommunications. 
En 1966, elle devient directrice du World Data Center for Solar-Terrestrial Physics. Puis chef de la division Physique solaire-terrestre du Centre national de données géophysiques et solaires-terrestres de la NOAA. En 1973, elle reçoit la médaille d'or du Département du commerce pour ses réalisation et son leadership. Elle est membre de l'Union américaine de géophysique, de l'Association américaine pour l'avancement des sciences et de la Society of Women Engineers, dont elle a été présidente de la section de Denver. Elle est très active pour encourager les filles à étudier les mathématiques et les sciences. Membre de l'Association des femmes professionnelles et administratives fédérales (AFPAW) et des femmes employées par le gouvernement fédéral (FEW), elle a soutenu l'amélioration de la condition des femmes. 
Elle prend sa retraite en 1980. Elle est nommée au Temple de la renommée des femmes du Colorado en 2000. 
Lincoln décède à Boulder à l'âge de 87 ans, le 1er août 2003. 